# Glyceridy

Glycerol

Glyceridy, správněji acylglyceroly, jsou estery tvořené glycerolem a mastnými kyselinami a jsou obecně velmi hydrofobní.

Triacetin, nejjednodušší možný tuk po triforminu

Glycerol má tři hydroxylové funkční skupiny, které lze esterifikovat s jednou, dvěma nebo třemi mastnými kyselinami za vzniku mono-, di- a triglyceridů. Tyto struktury se liší alkylovými skupinami mastných kyselin, protože mohou obsahovat různý počet uhlíků, různé stupně nenasycení a různé konfigurace a polohy alkenů.

Obecné struktury mono-, di- a triglyceridů s názvy podle stereospecifického číslování

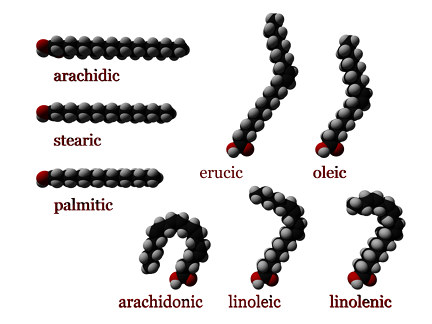
Mastné kyseliny

Rostlinné oleje a živočišné tuky obsahují převážně triglyceridy, které se pomocí přírodních enzymů (lipáz) rozkládají na mono- a diglyceridy a volné mastné kyseliny a glycerol.
Mýdla vznikají reakcí glyceridů s hydroxidem sodným. Produktem reakce je glycerol a soli mastných kyselin. Mastné kyseliny v mýdle emulgují oleje obsažené ve špíně, což umožňuje odstranění mastné špíny vodou.
Částečné glyceridy jsou estery glycerolu s mastnými kyselinami, kde nejsou esterifikovány všechny hydroxylové skupiny. Protože některé z jejich hydroxylových skupin jsou volné, jsou jejich molekuly polární. Částečné glyceridy mohou být monoglyceridy (dvě volné hydroxylové skupiny) nebo diglyceridy (jedna volná hydroxylová skupina). Částečné glyceridy s krátkým řetězcem jsou více polární než částečné glyceridy s dlouhým řetězcem a mají vynikající rozpouštěcí vlastnosti pro mnoho obtížně rozpustných léčiv, což je činí cennými jako pomocné látky při zlepšování složení některých léčiv. Nejběžnějšími formami glyceridů jsou triglyceridy, které mají vysokou kalorickou hodnotu a obvykle poskytují dvakrát více energie na gram než sacharidy.

## Glyceridová vazba
Glyceridová vazba je kovalentní vazba mezi skupinami organických kyselin (např. mastné kyseliny) a jednou ze tří hydroxylových skupin glycerolu.